# Trinitariërs
Met trinitariërs worden in het dagelijks spraakgebruik de personen bedoeld die geloven in de Drie-eenheid. Meer specifiek wordt de term (of het alternatieve trinitairen) gebruikt om de leden van de Orde van de Allerheiligste Drie-eenheid (Latijn: Ordo Sanctissimae Trinitatis (et Captivorum), afkorting OSsT) aan te duiden. Deze Orde der Trinitariërs is een katholieke bedelorde.

## Ontstaan van de Orde

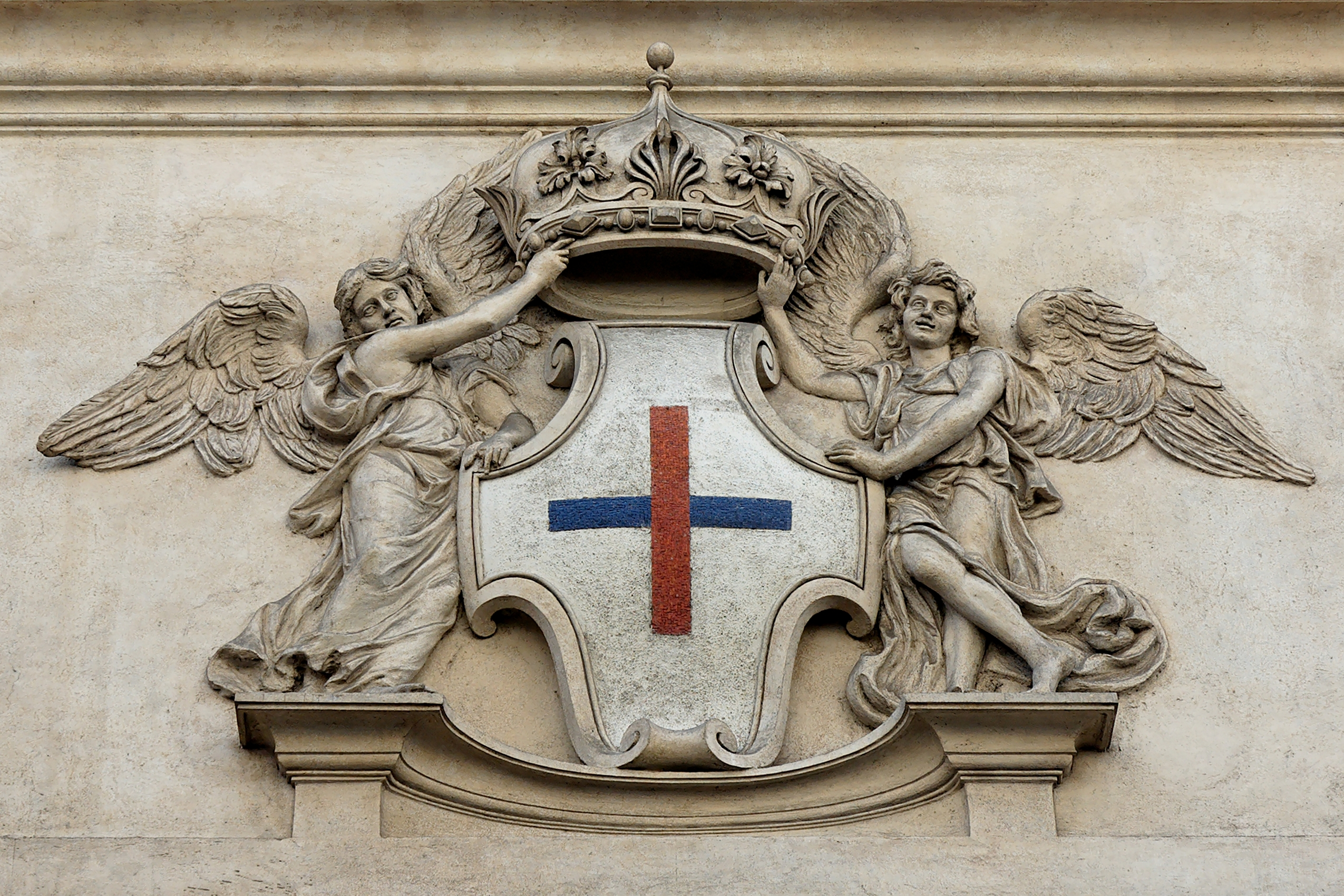
Stenen kenteken van de Trinitariër-orde op de gevel van de San Carlo alle Quattro Fontane te Rome.

De orde werd in 1198 opgericht door Johannes van Matha (1154-1213) en Felix van Valois (1127-1212) in Cerfroid bij Parijs.
In 1236 kwam er ook een vrouwelijke tak.
Het voornaamste doel van de orde bestond uit het vrijkopen of ruilen van christelijke gevangenen of slaven uit de handen van de Saracenen.
In 1609 werd de orde omgevormd tot bedelorde.
Tegenwoordig wijden de trinitariërs zich aan de zielzorg en de ziekenzorg.
Enkele leden van deze orde die zijn heilig verklaard: Johannes van Matha, Felix van Valois (-1212), Joannes Baptista van de Ontvangenis (1561-1613), Simon de Rojas (1552-1624) en Michael van de Heiligen (1591-1625).
In 2004 waren er 204 priesters en 565 mannelijke religieuzen lid van de orde.
De orde heeft vestigingen in Frankrijk, Spanje, Argentinië, Bolivia, Chili, Peru, Italië, de Verenigde Staten, India, Puerto Rico, Colombia, Canada, Guatemala, Brazilië, Congo-Kinshasa, Madagaskar en Oostenrijk.